# Dupla sertaneja

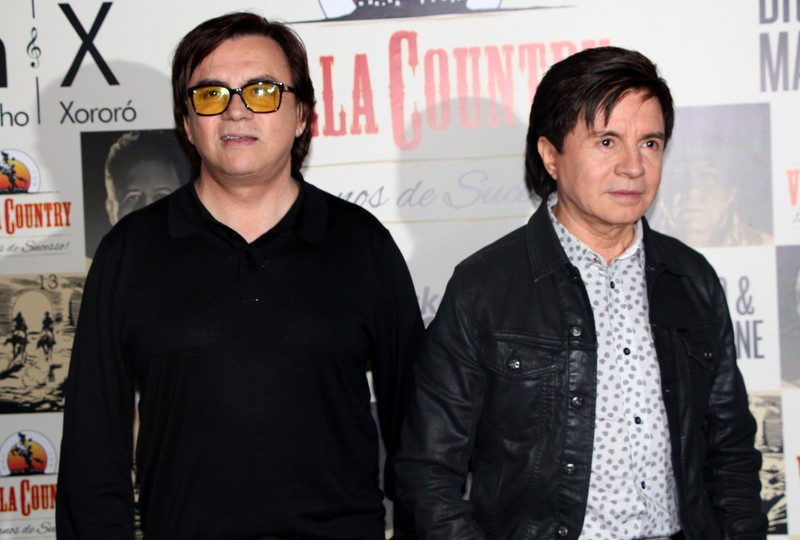
Chitãozinho & Xororó são tidos como a dupla sertaneja que abriu as portas das rádios FM para o sertanejo no início da década de 1980. Eles venderam mais de 37 milhões de álbuns.

A dupla sertaneja é uma formação de dois músicos, característica da música sertaneja. Apesar de atualmente muitos cantores sertanejos terem optado pela carreira solo após a morte de seus parceiros, como é o caso dos cantores Dalvan, Daniel e Leonardo, a dupla ainda prevalece como opção preferencial dos músicos sertanejos.

## Descrição
Geralmente, uma dupla se faz com dois cantores com tonalidades de voz diferentes, mas que se complementam em dueto, sendo a 1ª voz (com tom de voz mais agudo, na maioria das vezes) e a 2ª voz (com tom de voz mais grave, que faz uma base da primeira, cantando em intervalos característicos).

## História
A primeira dupla sertaneja era formada por Mandi & Sorocabinha. Já a primeira dupla a gravar um disco foi Mariano e Caçula, pai e tio respectivamente do sanfoneiro Caçulinha, no ano de 1929: foi a moda de viola "Jorginho do Sertão", composição de Cornélio Pires.

## Distribuição geográfica
São diversos os estados brasileiros onde surgem duplas sertanejas, mas existe uma maior concentração de cantores desse estilo musical nos estados de Goiás, São Paulo, Minas Gerais, Mato Grosso, Mato Grosso do Sul e Paraná.